# 藤枝市立青島中学校
藤枝市立青島中学校（ふじえだしりつ あおじまちゅうがっこう）は、静岡県藤枝市青葉町一丁目にある公立中学校。

## 学科活動
この学校では、「合唱、あいさつ、ピアサポート、」を柱としている。また、2020年からは、”SDGs”を中心とした生徒会活動が活発に行われている。”SDGs”への取り組みとしては、食品ロスをなくすため、7日間で4.8kgの食品が集まり、新型コロナウイルスにより生活に困っている人々へ届けた。2021年現在では、TOWプロジェクトというSDGs活動が行われている。活動としての合唱部はないが、2008年に行なわれた第75回NHK全国学校音楽コンクールでは静岡県予選で金賞を獲得し、同県代表として東海北陸ブロック予選へと駒を進めた。校内では、1年に1回の「合唱コンクール」を実施し、合唱精神の向上に取り組んでいる。
また、藤枝市は「サッカーの町」として知られており、青島中学校でもサッカー部が存在する。同部の著名な出身者である元日本代表の長谷部誠は主将としてW杯南アフリカ大会、W杯ブラジル大会、W杯ロシア大会に出場した。

## 著名な出身者
- 向島建（元プロサッカー選手）
- 長谷部誠（プロサッカー選手）
- 赤堀元之（元プロ野球選手、プロ野球コーチ）
- 紅林弘太郎（プロ野球選手）
- 三輪テツヤ（ギタリスト：「スピッツ」メンバー）
- 田村明浩（ベーシスト：「スピッツ」メンバー）
- 磯部光里（バレーボール選手）

## 主な部活
文化部
- 吹奏楽部

運動部
- サッカー部
- 女子バレー部
- 男子テニス部
- 女子テニス部
- 野球部
- 女子ソフトボール部
- 男子バスケットボール部
- 女子バスケットボール部
- 女子卓球部
- 男子卓球部
- 剣道部

## 主な執行部活動
- 生徒会総務
- 広報専門委員会
- 生活専門委員会
- 校則検討委員会
- 給食専門委員会
- 体育専門委員会
- 保健専門委員会
- 図書専門委員会
- 放送専門委員会
- 環境美化専門委員会
- ボランティア専門委員会
- 歌おう専門委員会
- 選挙管理委員会

## 進学前小学校
- 藤枝市立青島小学校、藤枝市立青島東小学校[1]